# Volksbad St. Gallen

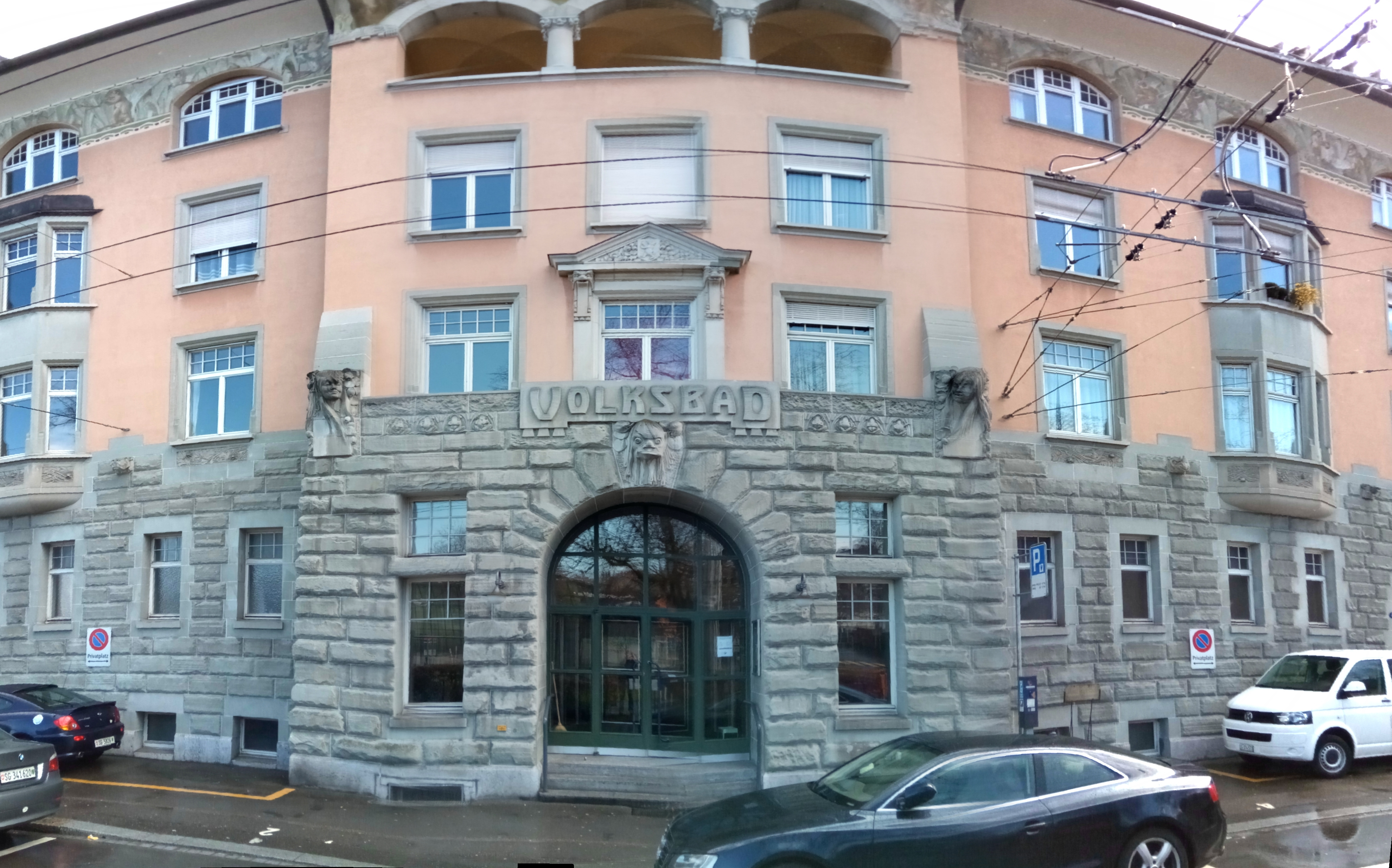
Der Eingang des St. Galler Volksbades 2018

Das offizielle Bild zur Eröffnung des Volksbades 1906

Das Volksbad St. Gallen ist das älteste noch existierende Hallenbad der Schweiz. Es wurde 1906 als zweite Volksbadeanstalt der Schweiz eröffnet, 42 Jahre nach derjenigen in Winterthur, die allerdings 1915 geschlossen wurde. Es wurde im Stil eines stattlichen Bürgerhauses mit vielerlei Verzierungen vom damaligen Stadtbaumeister Albert Pfeiffer erbaut. Es steht im Singenbergquartier, zwischen Altstadt, Museumsviertel und heutigem Spital.

## Geschichte

### Planung
Mitte des 19. Jahrhunderts begannen verschiedene Mediziner den Zusammenhang zwischen Hygiene und Gesundheit zu erkennen. Dafür, so ihre Empfehlungen, müssten dem Volke genügend Möglichkeiten der Körperpflege, insbesondere des Bades, ermöglicht werden. Vielerorts waren Badegelegenheiten, besonders zur Winterzeit, jedoch noch rar oder aber sehr teuer. Noch hatte bei weitem nicht jedes Haus ein eigenes Badezimmer, das sollte bis weit in die zweite Hälfte des 20. Jahrhunderts dauern. Die Trinkwasserversorgung in der Stadt St. Gallen war erst seit 1895 durch den Bau der Wasserleitung vom Bodensee langfristig sichergestellt worden.
So wurden zwischen 1850 und 1900 in verschiedenen Städten Europas, angefangen in Liverpool, öffentliche Badehäuser eröffnet, sich die grossen Zeiten der Römischen Thermen in Erinnerung rufend. So kam auch in St. Gallen das Bedürfnis auf, eine solche Anstalt einzurichten. Das erste Hallenbad der Schweiz war 1864 in Winterthur eröffnet worden, doch als Stadt von Welt – aufgrund der Stickereiblüte war St. Gallen zu jener Zeit sehr wohlhabend – orientierte man sich an den viel grösseren Bädern in Stuttgart, Heilbronn, Frankfurt am Main, Offenbach am Main und Gießen, wohin extra eine Studienreise wichtiger Politiker und Gelehrter organisiert wurde.
Am 27. Oktober 1898 wurde Stadtbaumeister Albert Pfeiffer mit der Projektausführung beauftragt. Er sollte ein Bad in der Grösse derjenigen von Heilbronn und Gießen entwerfen. Ein halbes Jahr später legte Pfeiffer dem Gemeinderat ein Projekt vor, das Schwimmbad, Wannenbäder, Brausebäder (Duschen), römisch-irische Bäder und Medizinalbäder enthalten sollte. Der Gemeinderat empfahl den Bürgern, dafür einen Kredit von 500'000 Franken zu genehmigen. Die St. Galler Bürger lehnten das Projekt jedoch ab, da es für viele zu teuer war. Ausserdem sah man die Notwendigkeit von Medizinalbädern und Heissluftbädern nicht gegeben, denn diese wären für einen Grossteil der Bevölkerung nicht erschwinglich gewesen. Pfeiffer sollte also ein kleineres, günstigeres Bad bauen, was den Bürgern auch direkt durch günstigere Eintrittspreise zugutekommen sollte.
An der ausserordentlichen Gemeindeversammlung vom 13. September 1903 wurde dem neuen Projekt, das 463'000 Franken kosten sollte, endlich zugestimmt. Zwar gab es immer noch Stimmen, denen die vorgeschlagenen Eintrittspreise zu hoch erschienen, dem trat der Gemeindeammann jedoch mit dem Argument entgegen, dass dazu spezielle Öffnungszeiten zu «kleinen Preisen» vorgesehen seien.

### Bau
Der Bau begann am 30. September 1904. Er dauerte länger als geplant, da sich der Baugrund als schlecht herausstellte, einmal eine komplette Seitenwand in sich zusammenfiel und auch das Wetter übel mitspielte. Dazu wurde die Baustelle auch noch monateweise bestreikt. Nach der Fertigstellung wurde dann auch eine Untersuchungskommission eingesetzt, die erörtern sollte, weshalb der Bau 641'000 Franken gekostet hatte, fast 200'000 Franken mehr als budgetiert. Pfeiffer konnte sich schadfrei halten, indem er nachwies, dass ihm im Verlaufe der Baudurchführung immer neue Forderungen vorgebracht wurden, das Budget aber nicht erhöht wurde.

### Eröffnung
Das Volksbad wurde am 18. Oktober 1906 eröffnet, nachdem am vorangegangenen Wochenende die Bevölkerung «ihr» neues Bad besichtigen konnte. An der Eröffnung fiel zu grossen Lobeshymnen auch das unvermeidliche Zitat: Mens sana in corpore sano von Regierungsrat Adolf Kaiser. Zur Eröffnung kostete der Eintritt ins Schwimmbad 50 Rappen für Erwachsene und 30 Rappen für Schulkinder, Wannenbäder schlugen mit 60 bzw. 40 Rappen zu Buche und eine Dusche gab es für 15 Rp. Die Öffnungszeiten waren streng nach Geschlecht getrennt, ein gemeinsames Baden beider Geschlechter war zu jener Zeit undenkbar. Dies sollte noch über Jahrzehnte so bleiben, erst in den 30er Jahren wurde an einzelnen Halbtagen das sogenannte Familienbad eingeführt.
Die Badeorte am Bodensee hatten dafür den nötigen Impuls vermittelt. Auch in den deutlich älteren städtischen Freibädern Drei Weieren wurde die Geschlechtertrennung streng durchgesetzt. Ihre Namen erinnern noch heute daran: Frauenweiher, Buebeweiher, Männerweiher.

### Weiterer Verlauf
Zweimal wurde ein Teil des Gebäudes durch Feuer beschädigt, einmal durch ein Erdbeben. Mehrmals wurden das Angebot an Wannen- und Brausebädern aufgrund erhöhter Nachfrage ausgebaut, heute ist diese Dienstleistung jedoch beinahe vergessen, da in jedes Haus selbstverständlich ein Badezimmer gehört.
Die Besucherzahlen stiegen in den ersten Jahren kontinuierlich an, bis zum Höhepunkt im Jahre 1913. Danach brachen sie als Folge des Ersten Weltkriegs markant ein – viele ausländische Arbeiter waren weggezogen und teilweise musste das Bad längere Zeit schliessen, weil keine Kohle für die Heizung vorhanden war. Nach dem Krieg stiegen die Besucherzahlen wieder an, nur um zum Zweiten Weltkrieg erneut einen empfindlichen Dämpfer zu erfahren. Erneut erholte sich das Bad von der Krise, das absolute Rekordjahr war 1971, mit über 189'000 Eintritten. Danach sanken die Eintritte abrupt bis auf gut 40'000 ab, da 1973 das neue städtische Hallenbad Blumenwies eröffnet wurde, moderner, grösser und vielseitiger als das alte. Seither sind die Eintritte auf diesem tiefen Niveau mehrheitlich konstant – mit einem Ausrutscher nach oben Mitte der 90er Jahre, während der Renovation des Blumenwies. Trotzdem entschloss man sich, das Bad nicht zu privatisieren oder zu schliessen. Die Vorteile des Volksbads gegenüber dem Blumenwies sind seine zentrale Lage und die günstigeren Eintrittspreise.

## Architektur
Das Volksbad sollte eine grossbürgerliche Ausstrahlung bekommen. Die Fassade weist eine spannende Mischung aus verschiedenen Stilelementen wie Neorenaissance, Neobarock und Jugendstil auf. Sie ist grosszügig dimensioniert und mit verschiedenen Figuren geschmückt. Frösche und Nixen zieren die der Strasse zugewandte Seite. Das Innere ist ein Paradebeispiel für die Gestaltung eines Bades im Jugendstil und braucht Vergleiche mit anderen repräsentativen Jugendstil-Hallenbädern aus jener Zeit wie z. B. dem Volksbad Nürnberg nicht zu scheuen. Vorräume, Umkleidekabinen und Badesaal sind mit Embracherplatten ausgestattet. Im Eingangsbereich entdeckt der Besucher das Wappentier der Stadt, den Bären, in einer Skulptur mit dem Wasser spielend. Beidseits an der Kasse vorbei gelangt man zuerst in die Warteräume für Duschen und Bäder, dahinter betritt man die Schwimmhalle. Die von einem grossen Eisenbetondach getragene Halle wird von den Umkleidekabinen gesäumt. Durch diese hindurch steht man vor dem Bad. Auf der Stirnseite befinden sich die Duschen und eine Kanzel mit Umkleidemöglichkeiten für Schulklassen und Vereine.
Bei den Treppen ins Wasser befindet sich eine weitere Skulptur: Zwei Jungen spielen mit einer Schildkröte, die aus ihrem Mund Wasser ins Becken speit.
Seit der Eröffnung wurden immer nur kleine bauliche Veränderungen vorgenommen, so dass die Schwimmhalle noch fast genauso aussieht wie bei der Eröffnung (siehe Bild). Einzig die Duschen wurden durch modernere Modelle und die Vorhänge vor den Umkleidekabinen durch Holztüren ersetzt, um Diebstähle zu verhindern.